# Маївський Дмитро Іванович
Дмитро Маївський (псевдо: «Косар», «Сонар», «Тарас», «Майченко», «Крига») — (8 листопада 1914, с.Реклинець, Сокальський район, Львівська область — 19 грудня 1945, Чехія) — член бюро Проводу ОУН, головний редактор органу ОУН «Ідея і чин», генерал-політвиховник УПА.

## Життєпис
Народився в селі Реклинець (тепер Сокальського району на Львівщині) в родині вчителя. Навчався в Сокальській гімназії.

### В ОУН
Став членом ОУН у 1933. В 1934 засуджений на 10 років Учасник Другого Великого збору ОУН у м. Кракові. Напередодні Другої світової війни очолював повітовий провід ОУН Жовківщини, пізніше — обласний провідник ОУН на Холмщині (1939—1940). Викладач, зорганізованих за сприяння Абверу, краківських підготовчих курсів СБ ОУН з конспірації.
У березні 1940 року важко поранений на Жовківщині. На початку радянсько-німецької війни 1941-45 був призначений референтом Крайового Проводу ОУН на ЗУЗ, основним завданням якого була координація дій Похідних груп ОУН. Учасник похідних груп і в 1941-42 — заступник Крайового Провідника ОУН/ОУНСД у Києві, 20 листопада 1942 потрапив в засідку гестапо у Львові. Тоді то член Проводу Д.Маївський, побачивши облаву, пострілом у голову вбив штурмбанфюрера СС Шарффа і поранив службовця Кримінальної поліції, а сам, незважаючи на одержані дві кулі, втік через вікно.
Але у помсту за це 27 листопада нацисти розстріляли 27 націоналістів, ув'язнених у Львові (серед них — брат дружини Степана Бандери Опарівський та член УДП Андрій П'ясецький) і 52-х — у Старій Ягільниці біля Чорткова.
Головний редактор органу ОУН «Ідея і чин» (1942, 1944-45), «За самостійність України», «Молода Україна». Від травня 1943 р. в трійці членів Бюро Проводу ОУН (поруч із Романом Шухевичем та Зеноном Матлою), обраний заступником голови Бюро.
Дружина — активна учасниця ОУН Люба Шевчик.

### Перехід на Захід та загибель
Був одним з ініціаторів створення Антибільшовицького Блоку Народів та Української Головної Визвольної Ради (УГВР), і за їх дорученням, в грудні 1945 року разом з генералом Д.Грицаєм був направлений на зустріч з С.Бандерою, Я.Стецьком та іншими членами Бюро Проводу, які перебували за кордоном, для узгодження дій руху Опору.
При переході чесько-німецького кордону потрапив у засідку чеської поліції. Під час короткої сутички Дмитро Маївський застрелився, а Дмитро Грицай був схоплений і через деякий час страчений у Празькій тюрмі (за іншими даними, покінчив життя самогубством).
Відзначений Золотим Хрестом Заслуги УПА (посмертно).

## Вшанування пам'яті
- У місті Львів є вулиця Дмитра Маївського.
- У багатьох містах України є Вулиця Героїв УПА, до яких належить і Дмитро Маївський.